# Дивља ноћ
Дивља ноћ (енгл. Violent Night) је америчка акциона филмска комедија из 2022. године, у режији Томија Вирколе, по сценарију Патрика Кејсија и Џоша Милера. Главне улоге глуме: Дејвид Харбор, Џон Легвизамо, Кам Жиганде, Алекс Хасел, Алексис Лаудер, Еди Патерсон и Беверли Д’Анџело.
Премијерно је приказан 7. октобра 2022. године на фестивалу у Њујорку, док је 2. децембра пуштен у биоскопе у САД, односно 1. децембра у Србији.

## Радња
Када тим плаћеника упадне у богато породично имање на Бадње вече, узимајући све присутне за таоце, долази Деда Мраз (Дејвид Харбор) који се мора изборити за правду.

## Улоге
| Глумац           | Улога              |
| ---------------- | ------------------ |
| Дејвид Харбор    | Деда Мраз          |
| Џон Легвизамо    | Скруџ              |
| Кам Жиганде      | Морган Стил        |
| Алекс Хасел      | Џејсон             |
| Алексис Лаудер   | Линда              |
| Еди Патерсон     | Алва               |
| Беверли Д’Анџело | Гертруда Лајтстоун |
| Андре Ериксен    | Човек од ђумбира   |